# Ron Johnson (Politiker)

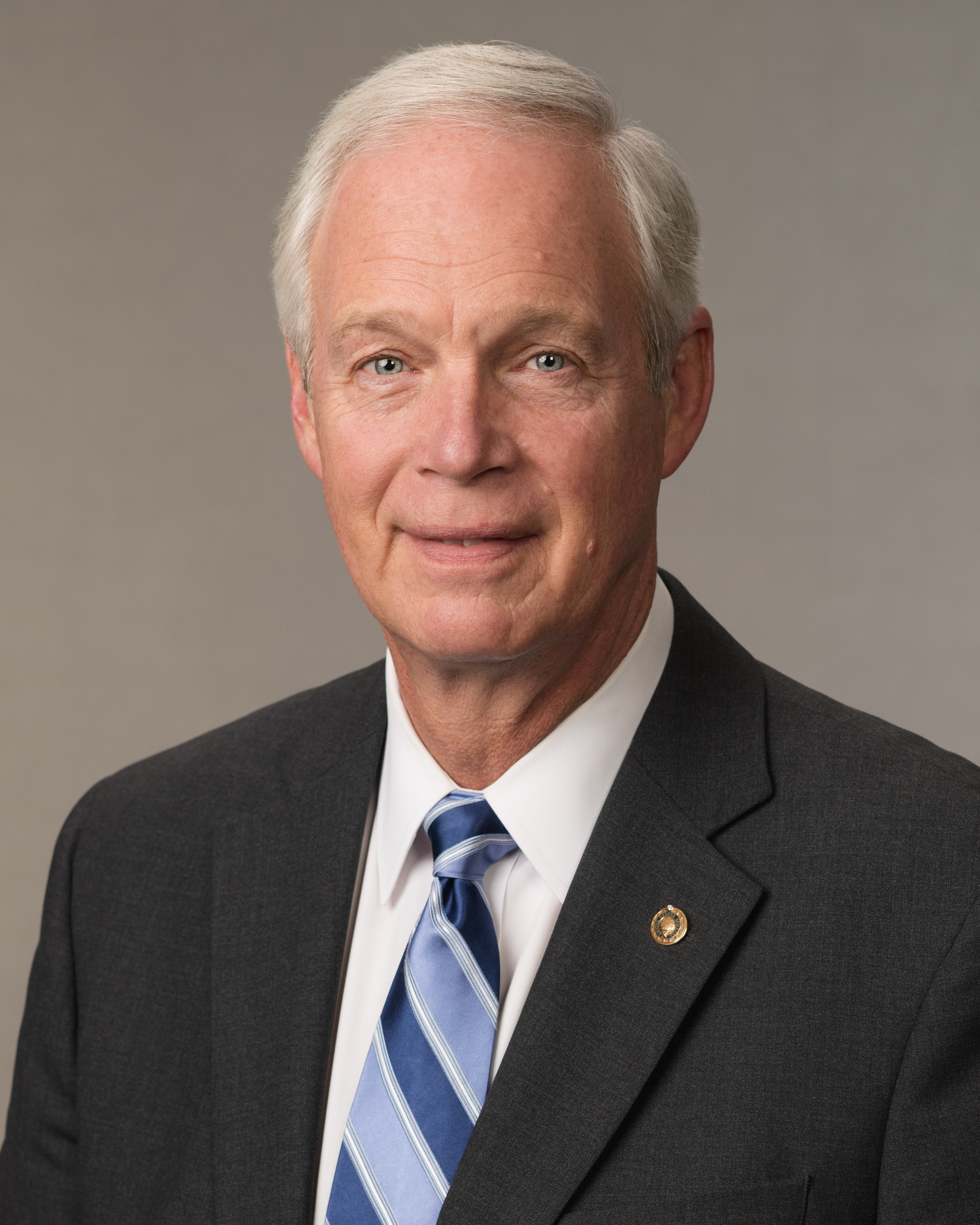
Ron Johnson (2020)

Ronald Harold „Ron“ Johnson (* 8. April 1955 in Mankato, Minnesota) ist ein US-amerikanischer Unternehmer und Politiker der Republikanischen Partei und steht der Tea-Party-Bewegung nahe. Seit Januar 2011 vertritt er den Bundesstaat Wisconsin im US-Senat.

## Familie, Ausbildung und Beruf
Ron Johnson ist väterlicherseits norwegischer Herkunft, seine Mutter ist deutscher Herkunft. Er studierte an der University of Minnesota Wirtschaftswissenschaften. Nach dem Studium heiratete er die Tochter des Geschäftsmanns Howard Curler, Mitgründer von Curwod Industries, die heute der Bemis Company gehört. Sein Schwager Jeff Curler ist Vorstandsvorsitzender und Aufsichtsratsvorsitzender von Bemis. Vor seinem Einstieg in der Politik war Johnson in der Privatwirtschaft tätig.
Johnson lebt mit seiner Frau in Oshkosh, Wisconsin. Sie haben drei Kinder.

## Politische Laufbahn
Johnson trat bei der Wahl zum Senat der Vereinigten Staaten 2010 im Bundesstaat Wisconsin gegen den demokratischen Mandatsinhaber Russ Feingold an. In einem generell für die Republikaner günstigen Klima gewann Johnson gegen Feingold und übernahm dessen Sitz am 3. Januar 2011. Bei der Senatswahl 2016 trat erneut Feingold gegen Johnson an. Entgegen den Erwartungen vieler politischer Beobachter, die Johnson als einen der am stärksten gefährdeten Senatoren bei dieser Wahl angesehen hatten, wurde er in seinem Mandat bestätigt, das bis zum 3. Januar 2023 läuft. Johnson stimmte für eine Steuersenkung der Trump-Administration (Tax Cuts and Jobs Act), die unter anderem Richard Uihlein,  Elizabeth Uihlein und Diane Hendricks zugutekam, die zusammen 20 Millionen US-Dollar für Johnsons Wiederwahlkampagne gespendet hatten.

## Positionen
Johnson bestreitet den wissenschaftlichen Forschungsstand zur menschengemachten globalen Erwärmung. Er lehnt die Einführung einer allgemeinen öffentlichen Krankenversicherung ab. Johnson lehnt Abtreibung ab (Pro Life), außer bei Vergewaltigungen, Inzest oder Gefährdung der Gesundheit der Mutter. Er lehnt Stammzellenforschung ab.
Er unterstützt das Recht, Waffen zu tragen.
Im Herbst 2017 setzte sich Johnson vehement für eine Änderung der geplanten Steuerreform der Republikaner ein. Die bisherigen Pläne entlasten seiner Ansicht nach kleinere Unternehmen gegenüber großen Konzernen unverhältnismäßig wenig. Die Washington Post führt Johnsons Ablehnung darauf zurück, dass er 2016 während seines Senatswahlkampfs bereits als aussichtslos gegolten hatte und von der Bundespartei keine Mittel mehr erhalten hatte, weshalb er dieser keine Loyalität mehr schulde.
Die Anhörungen beim ersten Amtsenthebungs-Verfahren gegen Präsident Trump brachten hervor, dass Johnson zum engen Kreis derjenigen gehört, die den ukrainischen Präsidenten unter Druck setzen sollten.
Im August 2020 sandte Johnson gemeinsam mit den Senatoren Tom Cotton und Ted Cruz an die Geschäftsführer der Mukran Port Fährhafen Sassnitz GmbH einen Brief, in denen ihnen massive Sanktionen aufgrund des Projekts Nord Stream 2 angedroht wurden.
Im Februar 2021 bestätigte die Biden-Regierung die unter Trump eingeführten Sanktionen gegen russische Nordstream 2-Akteure, verschonte aber weiterhin die beteiligten deutschen Firmen, was Johnson kritisierte.
Nach dem Sturm auf das Kapitol suchte Johnson die Verantwortung bei Demokraten wie Nancy Pelosi  und gab in der Senatsdebatte einen Augenzeugenbericht zu Protokoll, der suggerierte, es habe sich bei den Angreifern nicht um Trump-Anhänger gehandelt.